# VTB United League 2020-2021
La VTB United League 2020-2021 è la 13ª edizione della VTB United League, oltre ad essere la ottava stagione in cui la VTB League funge da massimo campionato russo. Il campionato è iniziato a settembre 2020 e la stagione regolare si è conclusa il 25 aprile 2021.

## Formato
Per questa edizione tutte le serie playoff dovevano essere disputate con il format al meglio delle cinque gare con uno schema 2–2–1. A stagione in corso però, per motivi di calendario, si è deciso che i quarti di finale vengono disputati al meglio delle tre gare con uno schema 1-1-1.

## Squadre partecipanti
Dal momento che la stagione 2019-2020 era stata annullata in seguito alla pandemia causata dalla diffusione del virus COVID-19, si è deciso che le partecipanti alla stagione attuale sono le stesse della stagione precedente, ovvero tredici squadre provenienti da cinque nazioni diverse: nove squadre dalla Russia, una squadra proveniente dalla Bielorussia, una dall'Estonia, una dal Kazakistan e una dalla Polonia.

### Localizzazione delle squadre partecipanti
| Squadra              | Città           | Stadio                   | Capacità |
| -------------------- | --------------- | ------------------------ | -------- |
| Avtodor Saratov      | Saratov         | DS Kristall              | 5.500    |
| BK Astana            | Astana          | Arena Velotrack          | 9.270    |
| Chimki               | Chimki          | BCMO                     | 4.000    |
| Cmoki Minsk          | Minsk           | Minsk-Arena              | 15.000   |
| CSKA Mosca           | Mosca           | USk CSKA                 | 5.000    |
| Enisey Krasnojarsk   | Krasnojarsk     | Arena.Sever              | 4.000    |
| Kalev/Cramo          | Tallinn         | Saku Suurhall            | 5.500    |
| Lokomotiv Kuban'     | Krasnodar       | Basket-Hall              | 7.500    |
| Nižnij Novgorod      | Nižnij Novgorod | Trade Union Sport Palace | 5.500    |
| Parma Perm'          | Perm'           | UDS Molot                | 7.000    |
| UNICS Kazan'         | Kazan'          | Basket-Hall              | 7.000    |
| Zenit S. Pietroburgo | San Pietroburgo | SK Yubileyniy            | 6.381    |
| Zielona Góra         | Zielona Góra    | CRS Hall                 | 6.080    |

## Regular season

### Classifica
| Pos. | Squadra              | G  | V  | P  | PtF  | PtS  | Diff. | Perc. |
| ---- | -------------------- | -- | -- | -- | ---- | ---- | ----- | ----- |
| 1.   | Zenit S. Pietroburgo | 24 | 20 | 4  | 2010 | 1718 | +292  | 0.833 |
| 2.   | Lokomotiv Kuban'     | 24 | 18 | 6  | 2138 | 1943 | +195  | 0.750 |
| 3.   | UNICS Kazan'         | 24 | 18 | 6  | 1962 | 1794 | +168  | 0.750 |
| 4.   | CSKA Mosca           | 24 | 17 | 7  | 2219 | 1861 | +358  | 0.708 |
| 5.   | Nižnij Novgorod      | 24 | 14 | 10 | 1914 | 1921 | -7    | 0.583 |
| 6.   | Zielona Góra         | 24 | 13 | 11 | 2094 | 2075 | +19   | 0.542 |
| 7.   | Chimki               | 24 | 12 | 12 | 2028 | 1962 | +66   | 0.500 |
| 8.   | Parma Perm'          | 24 | 10 | 14 | 1878 | 1925 | −47   | 0.417 |
| 9.   | Avtodor Saratov      | 24 | 10 | 14 | 2019 | 2092 | -73   | 0.417 |
| 10.  | Kalev/Cramo          | 24 | 9  | 15 | 1821 | 1998 | -177  | 0.375 |
| 11.  | Enisey Krasnojarsk   | 24 | 6  | 18 | 1866 | 2093 | −227  | 0.250 |
| 12.  | Astana               | 24 | 6  | 18 | 1843 | 2101 | −258  | 0.250 |
| 13.  | Cmoki Minsk          | 24 | 3  | 21 | 1747 | 2056 | −309  | 0.125 |

Legenda:
      Campione della VTB United League.
      Partecipante ai play-off.
Regolamento:
In caso di arrivo a pari punti, contano le statistiche sugli scontri diretti.

### Risultati
|                      | AST    | AVT    | CHI    | CMO    | CSK    | ENI    | KAL     | LOK    | NIZ   | PAR    | UNI    | ZEN   | ZGA    |
| -------------------- | ------ | ------ | ------ | ------ | ------ | ------ | ------- | ------ | ----- | ------ | ------ | ----- | ------ |
| Astana               | —      | 83–92  | 77–82  | 74–109 | 60–93  | 60–78  | 61–77   | 86–82  | 69–79 | 80–84  | 74–87  | 70–77 | 88–82  |
| Avtodor Saratov      | 107–85 | —      | 85–82  | 113–66 | 82–98  | 85–79  | 87–61   | 89–85  | 93–99 | 70–93  | 97–110 | 62–89 | 90–91  |
| Chimki               | 88–89  | 80–84  | —      | 89–65  | 86–78  | 89–83  | 92–74   | 90–92  | 64–69 | 103–83 | 87–93  | 67–79 | 94–99  |
| Cmoki Minsk          | 78–80  | 69–86  | 65–81  | —      | 60–87  | 74–81  | 72–80   | 75–101 | 77–76 | 65–78  | 66–76  | 73–99 | 75–80  |
| CSKA Mosca           | 107–85 | 100–66 | 85–82  | 101–67 | —      | 109–60 | 102–107 | 94–80  | 85–84 | 95–97  | 102–86 | 71–74 | 105–73 |
| Enisey Krasnojarsk   | 77–76  | 86–85  | 77–92  | 81–86  | 80–91  | —      | 89–94   | 79–106 | 86–96 | 52–86  | 77–84  | 67–85 | 73–94  |
| Kalev/Cramo          | 85–92  | 85–77  | 91–84  | 88–82  | 72–94  | 75–86  | —       | 94–105 | 86–84 | 72–85  | 49–76  | 51–87 | 79–86  |
| Lokomotiv Kuban'     | 90–84  | 104–89 | 91–102 | 77–76  | 103–94 | 100–98 | 20–0    | —      | 73–64 | 85–68  | 93–81  | 96–81 | 83–76  |
| Nižnij Novgorod      | 75–73  | 86–80  | 96–85  | 78–57  | 63–83  | 83–79  | 95–85   | 73–94  | —     | 88–73  | 66–91  | 62–70 | 100–93 |
| Parma Perm'          | 83–84  | 93–100 | 69–72  | 74–65  | 61–95  | 67–84  | 80–72   | 84–81  | 67–72 | —      | 69–76  | 78–76 | 79–85  |
| UNICS Kazan'         | 101–83 | 94–65  | 83–76  | 83–77  | 76–83  | 75–64  | 83–66   | 77–98  | 87–56 | 69–51  | —      | 59–58 | 65–64  |
| Zenit S. Pietroburgo | 85–52  | 97–71  | 78–81  | 104–73 | 81–77  | 84–71  | 91–83   | 90–85  | 78–73 | 89–84  | 81–64  | —     | 83–74  |
| Zielona Góra         | 110–86 | 77–64  | 70–89  | 89–75  | 93–90  | 117–79 | 88–95   | 99–114 | 93–97 | 95–92  | 92–86  | 74–94 | —      |

## Play-off

### Tabellone
|  | Quarti di finale | Quarti di finale     | Quarti di finale | Quarti di finale | Quarti di finale |    |                      | Semifinali | Semifinali | Semifinali | Semifinali | Semifinali | Semifinali | Semifinali |  |  | Finale | Finale     | Finale | Finale | Finale | Finale | Finale |
|  |                  |                      |                  |                  |                  |    |                      |            |            |            |            |            |            |            |  |  |        |            |        |        |        |        |        |
|  | 1                | Zenit S. Pietroburgo | 86               | 98               |                  |    |                      |            |            |            |            |            |            |            |  |  |        |            |        |        |        |        |        |
|  | 8                | Parma Perm'          | 66               | 62               |                  |    |                      |            |            |            |            |            |            |            |  |  |        |            |        |        |        |        |        |
|  | 8                | Parma Perm'          | 66               | 62               |                  | 1  | Zenit S. Pietroburgo | 73         | 107        | 82         | 71         |            |            |            |  |  |        |            |        |        |        |        |        |
|  |                  |                      |                  |                  |                  | 1  | Zenit S. Pietroburgo | 73         | 107        | 82         | 71         |            |            |            |  |  |        |            |        |        |        |        |        |
|  |                  | 4                    | CSKA Mosca       | 78               | 104              | 96 | 85                   |            |            |            |            |            |            |            |  |  |        |            |        |        |        |        |        |
|  | 4                | 4                    | CSKA Mosca       | 78               | 104              | 96 | 85                   | CSKA Mosca | 84         | 72         | 79         |            |            |            |  |  |        |            |        |        |        |        |        |
|  | 4                |                      |                  |                  |                  |    |                      | CSKA Mosca | 84         | 72         | 79         |            |            |            |  |  |        |            |        |        |        |        |        |
|  | 5                | Nižnij Novgorod      | 59               | 76               | 75               |    |                      |            |            |            |            |            |            |            |  |  |        |            |        |        |        |        |        |
|  |                  |                      |                  |                  |                  |    |                      |            |            |            |            |            |            |            |  |  | 4      | CSKA Mosca | 85     | 76     | 89     |        |        |
|  |                  |                      | 3                | UNICS Kazan'     | 77               | 57 | 81                   |            |            |            |            |            |            |            |  |  |        |            |        |        |        |        |        |
|  | 2                | Lokomotiv Kuban'     | 89               | 92               |                  |    |                      |            |            |            |            |            |            |            |  |  |        |            |        |        |        |        |        |
|  | 7                | Chimki               | 80               | 85               |                  |    |                      |            |            |            |            |            |            |            |  |  |        |            |        |        |        |        |        |
|  | 7                | Chimki               | 80               | 85               |                  | 2  | Lokomotiv Kuban'     | 87         | 69         | 70         |            |            |            |            |  |  |        |            |        |        |        |        |        |
|  |                  |                      |                  |                  |                  | 2  | Lokomotiv Kuban'     | 87         | 69         | 70         |            |            |            |            |  |  |        |            |        |        |        |        |        |
|  |                  | 3                    | UNICS Kazan'     | 98               | 79               | 74 |                      |            |            |            |            |            |            |            |  |  |        |            |        |        |        |        |        |
|  | 3                | 3                    | UNICS Kazan'     | 98               | 79               | 74 | UNICS Kazan'         | 87         | 90         |            |            |            |            |            |  |  |        |            |        |        |        |        |        |
|  | 3                |                      |                  |                  |                  |    | UNICS Kazan'         | 87         | 90         |            |            |            |            |            |  |  |        |            |        |        |        |        |        |
|  | 6                | Zielona Góra         | 60               | 79               |                  |    |                      |            |            |            |            |            |            |            |  |  |        |            |        |        |        |        |        |

## Premi e riconoscimenti
- MVP regular season:  Mantas Kalnietis –  Lokomotiv Kuban'[15]
- MVP Finals:  Daniel Hackett –  CSKA Mosca
- Top scorer:  Marcus Keene –  Kalev/Cramo[16]
- Allenatore dell'anno:  Xavi Pascual –  Zenit S. Pietroburgo[17]
- Sesto uomo dell'anno:  Rolands Freimanis –  Zielona Góra[18]
- Difensore dell'anno:  John Brown –  UNICS Kazan'[19]
- Miglior giovane:  Nikita Michajlovskij –  Avtodor Saratov[20]
- Miglior debuttante:  Gabriel Lundberg –  Zielona Góra /  CSKA Mosca[21]

### MVP del mese
| Mese              | Giocatore          | Squadra              | Note   |
| 2020              | 2020               | 2020                 | 2020   |
| ----------------- | ------------------ | -------------------- | ------ |
| Settembre/Ottobre | Billy Baron        | Zenit S. Pietroburgo | [ 22 ] |
| Novembre          | Alan Williams      | Lokomotiv Kuban'     | [ 23 ] |
| Dicembre          | Gabriel Lundberg   | Zielona Góra         | [ 24 ] |
| 2021              |                    |                      |        |
| Gennaio           | Jamar Smith        | UNICS Kazan'         | [ 25 ] |
| Febbraio          | Drew Gordon        | Lokomotiv Kuban'     | [ 26 ] |
| Marzo             | Johannes Voigtmann | CSKA Mosca           | [ 27 ] |
| Aprile            | Marcus Keene       | Kalev/Cramo          | [ 28 ] |

## Squadre della VTB League nelle competizioni europee
| Squadra              | Competizione     | Andamento        |
| -------------------- | ---------------- | ---------------- |
| CSKA Mosca           | Euroleague       | Final Four       |
| Zenit S. Pietroburgo | Euroleague       | Playoff          |
| Chimki               | Euroleague       | Regular season   |
| UNICS Kazan'         | EuroCup          | Secondo posto    |
| Lokomotiv Kuban'     | EuroCup          | Quarti di finale |
| Nižnij Novgorod      | Champions League | Final Eight      |
| Cmoki Minsk          | Champions League | Fase a gironi    |
| Parma Perm'          | FIBA Europe Cup  | Quarto posto     |

- Grassetto – Ancora in gara.